# Головне управління по боротьбі з організованою злочинністю і корупцією
Головне управління по боротьбі з організованою злочинністю і корупцією (ГУБОЗіК) (біл. Галоўнае ўпраўленне па барацьбе з арганізаванай злачыннасцю і карупцыяй, ГУБАЗіК) — управління в Міністерстві внутрішніх справ Республіки Білорусь. Розташований в колишньому будинку віцегубернатора на Революційній вулиці, 3.

## Основні функції
- боротьба з корупцією в органах державної влади та пріоритетних секторах економіки;
- боротьба з організованою злочинністю, у тому числі транснаціональною та міжнародною;
- попередження та розкриття тяжких та особливо тяжких злочинів загальнокримінальної та економічної спрямованості, що здійснюються організованими групами;
- запобігання терористичним та екстремістським проявам;
- встановлення та усунення каналів нелегальної міграції, а також виявлення та запобігання іншим злочинам, які вчиняються членами організованих груп, сформованих на національному чи національному ґрунті або діють в організаціях діаспори.

## Історія
28 березня 1991 в центральному апараті МВС СРСР було засновано Головне управління по боротьбі з організованою злочинністю. У його структуру увійшло міжрегіональне управління по боротьбі з організованою злочинністю № 1, яке базувалося в Мінську і знаходилося в оперативному віданні керівництва МВС БРСР.
30 грудня 2003 року Комітет по боротьбі з організованою злочинністю і корупцією при МВС Білорусі був скасований. Повноваження комітету і підпорядкованих йому територіальних і на транспорті спеціальних підрозділів по боротьбі з організованою злочинністю і корупцією були передані Міністерству внутрішніх справ, Головному управлінню внутрішніх справ Мінміськвиконкому, управлінням внутрішніх справ облвиконкомів, управлінню внутрішніх справ на транспорті. У МВС Білорусі було створено Головне управління по боротьбі з організованою злочинністю і корупцією.
20 листопада 2020 року Світлана Тихановська оголосила про запуск процесу міжнародного визнання структур ГУБОЗіК і ОМОН терористичними організаціями у зв'язку з вчиненими ними злочинами при придушенні протестів проти фальсифікації виборів і насильства з боку режиму Лукашенка.
У другій половині 2020 року офіцер ГУБОЗіК Станіслав Лупоносов перейшов на бік опозиції, передав руху за вільні вибори великий масив внутрішньої інформації та залишив Білорусь. У 2021 році проти Лупоносова порушили кримінальну справу; у квітні 2023 року Мінський міський суд заочно засудив його до 18 років колонії посиленого режиму та штрафу.

## Структура
- Перше управління (по боротьбі з корупцією)
  - Перший відділ (щодо запобігання протиправним діям в органах державної влади та управління)
  - Другий відділ (з протидії встановленню контролю над економікою організованої злочинності)
  - Третій відділ (щодо запобігання легалізації доходів, одержаних злочинним шляхом)
  - Четверте управління (по боротьбі з незаконною трансплантацією органів і тканин людини та іншими корупційними правопорушеннями в суміжних сферах медичної діяльності)
- Другий відділ (щодо попередження та розкриття злочинів загальноприйнятого та організованого характеру)
  - Перший відділ (з розкриття злочинів загальноприйнятого та організованого характеру)
  - Другий відділ (щодо попередження протиправних дій «кримінальних авторитетів» та лідерів кримінального середовища)
  - Третій відділ (для пошуку членів організованих груп, які переховуються від прокуратури)
  - Четвертий відділ (з протидії загальнокримінальному екстремізму)
- Третє управління (з протидії екстремізму)
  - Перший відділ (з протидії екстремізму в радикальних громадських та інших формувань)
  - Другий відділ (з протидії екстремізму в етнічних, релігійних утворень та незаконній міграції)
- Четверте управління (агентурно-оперативної роботи та організації оперативно-розшукової діяльності)
  - Перший відділ (агентурно-оперативної роботи та оперативно-технічних заходів)
  - Другий відділ (організації оперативно-вишукової діяльності та оперативного аналізу)
  - Третій відділ (оперативно-профілактичних заходів)
  - Четвертий відділ (оперативно-чергової служби)
  - Відділ із захисту державних секретів
- П'яте управління (по м. Мінськ)
- Шосте управління (по Брестській області)
- Сьоме управління (по Вітебській області)
- Восьме управління (по Гомельській області)
- Дев'яте управління (по Гомельській області)
- Десяте управління (по Мінській області)
- Одинадцяте управління (по Могилевській області)

У структуру всіх територіальних управлінь входять: перший відділ (по боротьбі з корупцією), другий відділ (по боротьбі з організованою злочинністю), третій відділ (з протидії екстремізму), четвертий відділ (агентурно-оперативної роботи та оперативного аналізу).

## Начальники
- Сергій Ігорович Рухледєв (4 березня 1991 — 14 квітня 1994)[5],
- Володимир Миколайович Шафаренко (12 серпня 1994 — 13 березня 1998)[5],
- Михайло Михайлович Медведєв (13 березня 1998 — 25 березня 2003)[5],
- Олександр Євгенович Назаренко (2 липня 2003 — 4 січня 2008)[5],
- Олег Анатолійович Пекарський (26 лютого 2008 — 4 грудня 2009)[5],
- Олег Анатолійович Шарков (2010—2011)[5],
- Альберт Иеронимович Легович (2012—2014)[5],
- Карпенков Микола Миколайович[ru] (вересень 2014[6] — 19 листопада 2020),
- Андрій Євгенович Паршин (2021[7][8]–березень 2022),
- Дмитро Ковач (кілька місяців 2022 року),
- Андрій Ананенко (з 2022).

## Міжнародні санкції
21 червня 2021 року Головне управління по боротьбі з організованою злочинністю і корупцією було додано до санкційного списку спеціально позначених громадян і заблокованих осіб США за розгортання спеціалізованих підрозділів для вчинення насильства проти протестувальників, у тому числі за рейд в офіс опозиційного кандидата в президенти, викрадення Марії Колеснікової і взяття під варту Романа Протасевича. У санкційний список був доданий і колишній начальник ГУБОЗіКа Микола Карпенків. Того ж дня Карпенков також потрапив під санкції ЄС, Великої Британії, Канади. 7 липня до санкцій проти Карпенкова приєдналася Швейцарія.
2 грудня 2021 голова ГУБОЗіК Андрій Паршин та інші керівники управління потрапили під санкції США та Канади. Паршин того ж дня був включений і до списку санкцій Великій Британії. У 2022 році до санкцій проти Паршина приєдналися ЄС та Швейцарія.
Влітку 2024 року Європейський союз та Швейцарія ввели санкції проти голови ГУБОЗІКу Андрія Ананенка та двох його заступників.
У січні 2025 року до санкцій проти Ананенка та Бедункевича приєдналася Великобританія, а до санкцій проти ГУБОЗІКу та Ананенка — Канада.

## Примітка
1. ↑  Приказ Министерства внутренних дел СССР от 28 марта 1991 года № 026 «О создании межрегиональных (региональных) управлений по борьбе с организованной преступностью МВД СССР»
2. ↑  Указ Президента Республики Беларусь от 30 декабря 2003 года № 603 «О некоторых мерах по совершенствованию системы органов и подразделений внутренних дел Республики Беларусь» (рос.). Архів оригіналу за 16 листопада 2020. Процитовано 20 вересня 2021.
3. ↑  Арцём Гарбацэвіч (25 березня 2021). Афіцэр ГУБАЗіКа, які перадаваў інфармацыю «Байполу», даў першае інтэрв’ю: Хай думаюць, што я адзін такі, хай супакойваюць сябе. Наша Ніва (біл.). Архів оригіналу за 15 грудня 2021. Процитовано 15 грудня 2021.
4. ↑  Станислава Лупоносова заочно приговорили к 18 годам колонии. Reform.news[be] (рос.). 16 червня 2023.
5. 1 2 3 4 5 6 7  История ГУБОПиК (рос.). Архів оригіналу за 15 липня 2020. Процитовано 20 вересня 2021.
6. ↑  Сила, с которой необходимо считаться [Архівовано 31 січня 2021 у Wayback Machine.] // Журнал «Содружество», № 1 — 2016, С. 17
7. ↑  Начальником ГУБОПиК стал бывший глава службы безопасности МВД Андрей Паршин. Білоруський партизан (рос.). Архів оригіналу за 18 вересня 2021. Процитовано 20 вересня 2021.
8. ↑  Главному управлению по борьбе с организованной преступностью и коррупцией МВД Беларуси исполняется 30 лет (рос.). Архів оригіналу за 6 вересня 2021. Процитовано 20 вересня 2021.
9. ↑  Treasury and International Partners Condemn Ongoing Human Rights Abuses and Erosion of Democracy in Belarus (англ.). Міністерство фінансів США. 21 червня 2021. Архів оригіналу за 28 вересня 2021. Процитовано 18 вересня 2021.
10. ↑  Евросоюз утвердил новый пакет санкций против представителей Беларуси. Кто в списке? (рос.). БелСат. 21 червня 2021. Архів оригіналу за 27 червня 2021. Процитовано 27 червня 2021.
11. ↑  COUNCIL IMPLEMENTING REGULATION (EU) 2021/997 [Архівовано 2 листопада 2021 у Wayback Machine.] — EUR-Lex, 21.06.2021
12. ↑  Consolidated List of Financial Sanctions Targets in the UK (PDF) (англ.). Office of Financial Sanctions Implementation HM Treasury. 25 червня 2021. Архів оригіналу (PDF) за 26 червня 2021. Процитовано 20 вересня 2021.
13. ↑  Consolidated Canadian Autonomous Sanctions List (англ.). Міністерство міжнародних справ Канади[en]. 19 жовтня 2015. Архів оригіналу за 17 травня 2021. Процитовано 29 червня 2021.
14. ↑  Searching for subjects of sanctions. Архів оригіналу за 9 вересня 2021. Процитовано 20 вересня 2021.
15. ↑  ЗША і Вялікая Брытанія пашырылі санкцыі адносна Беларусі. Радіо Свобода (біл.). 2 грудня 2021. Архів оригіналу за 13 грудня 2021. Процитовано 12 грудня 2021.
16. ↑  Backgrounder: Belarus sanctions (англ.). Міністерство міжнародних справ Канади[en]. Архів оригіналу за 2 січня 2022. Процитовано 2 січня 2022.
17. ↑  Хто трапіў пад санкцыі ЕС, ЗША, Канады і Вялікабрытаніі? Поўны спіс (біл.). Архів оригіналу за 15 грудня 2021. Процитовано 15 грудня 2021.
18. ↑  Еўрасаюз увёў санкцыі супраць кіраўніка «Белтэлерадыёкампаніі», Рыгора Азаронка і Людмілы Гладкай. Новы Час (біл.). 3 червня 2022.
19. ↑  Searching for subjects of sanctions (англ.). Державний секретаріат з економіки[de].
20. ↑  Council Decision (CFSP) 2024/2116 of 26 July 2024 (англ.). EUR-Lex.
21. ↑  Ordinance on measures against Belarus (англ.). Державний секретаріат з економіки[de].
22. ↑  Consolidated List of Financial Sanctions Targets in the UK (PDF) (англ.). Office of Financial Sanctions Implementation HM Treasury. 25 червня 2021.
23. ↑  Backgrounder: Sanctions against individuals and entities in Belarus (англ.). Government of Canada. 27.01.2025.